# Harzia acremonioides
Harzia acremonioides är en svampart som först beskrevs av Harz, och fick sitt nu gällande namn av Costantin 1888. Harzia acremonioides ingår i släktet Harzia och familjen Ceratostomataceae.   Inga underarter finns listade i Catalogue of Life.